# كاثرين نيلسون (ممثلة)
كاثرين نيلسون (بالإنجليزية: Catherine Neilson)‏ هي ممثلة بريطانية، ولدت في 3 أكتوبر 1957.

## وصلات خارجية
- كاثرين نيلسون (ممثلة) على موقع IMDb (الإنجليزية)
- كاثرين نيلسون (ممثلة) على موقع قاعدة بيانات الفيلم (الإنجليزية)